# Nati il 25 marzo
| Questa pagina contiene informazioni ricavate automaticamente dalle voci biografiche con l'ausilio del template Bio e di un bot. L'aggiornamento è periodico e automatico e ricostruisce completamente la pagina. Se manca una persona in questa lista, sei pregato di non aggiungerla, ma accertati piuttosto che la sua voce biografica contenga il template Bio e che i dati anagrafici siano correttamente compilati. Se il template Bio manca, inseriscilo tu stesso o, in alternativa, metti l'avviso {{tmp\|Bio}} che ne segnala la mancanza. Se i dati riportati sono sbagliati, correggi direttamente la voce biografica; le modifiche saranno visibili in questa lista entro pochi giorni. Per chiarimenti vedi il progetto biografie. La lista contiene solo le 1.208 persone che sono citate nell'enciclopedia e per le quali è stato implementato correttamente il template Bio. Pagina aggiornata al 17 ago 2025. |

## XIII secolo(6)
- 1252 - Corradino di Svevia, sovrano († 1268)
- 1259 - Andronico II Paleologo, imperatore bizantino († 1332)
- 1273 - Henry de Percy, I barone Percy, nobile britannico († 1314)
- 1297 - Ernesto di Pardubice, arcivescovo cattolico ceco († 1364)
- 1297 - Andronico III Paleologo, imperatore bizantino († 1341)
- 1299 - Pierre Bertrand, vescovo cattolico e cardinale francese († 1361)

## XIV secolo(2)
- 1345 - Bianca di Lancaster, nobile inglese († 1369)
- 1347 - Caterina da Siena, religiosa, teologa e filosofa italiana († 1380)

## XV secolo(8)
- 1413 - Pier Maria II de' Rossi, condottiero italiano († 1482)
- 1434 - Eustochia Calafato, monaca cristiana e badessa italiana († 1485)
- 1453 - Pedro Fernández de Villegas, religioso e umanista spagnolo († 1536)
- 1467 - Bianca Bentivoglio, nobile († 1519)
- 1468 - Tommaso Diplovatazio, giurista bizantino († 1541)
- 1479 - Basilio III di Russia, principe russo († 1533)
- 1490 - Francesco Maria I della Rovere, nobile e condottiero italiano († 1538)
- 1491 - Maria di Albret, nobile francese († 1549)

## XVI secolo(19)
- 1509 - Girolamo Dandini, cardinale e vescovo cattolico italiano († 1559)
- 1510 - Guillaume Postel, linguista, astronomo e orientalista francese († 1581)
- 1528 - Jakob Andreae, teologo tedesco († 1590)
- 1538 - Antonio Carafa, cardinale e bibliotecario italiano († 1591)
- 1538 - Cristoforo Clavio, gesuita, matematico e astronomo tedesco († 1612)
- 1541 - Francesco I de' Medici, sovrano italiano († 1587)
- 1545 - Giovanni di Schleswig-Holstein-Sonderburg, principe danese († 1622)
- 1546 - Giacomo Castelvetro, viaggiatore e umanista italiano († 1616)
- 1546 - Veronica Franco, poetessa italiana († 1591)
- 1557 - Maddalena Salvetti Acciaiuoli, nobile e poetessa italiana († 1610)
- 1559 - Wolf Dietrich von Raitenau, arcivescovo cattolico tedesco († 1617)
- 1562 - Sebastiano Bagolino, poeta italiano († 1604)
- 1568 - Johannes Bureus, genealogista, antiquario e esoterista svedese († 1652)
- 1568 - Renea Burlamacchi, scrittrice italiana († 1641)
- 1569 - Giannantonio Orsini, nobile italiano († 1613)
- 1579 - Giovanni Briccio, pittore, drammaturgo e musicista italiano († 1645)
- 1587 - Giuseppe degli Aromatari, medico, letterato e botanico italiano († 1660)
- 1593 - Giovanni de Brébeuf, missionario, presbitero e gesuita francese († 1649)
- 1594 - Maria Tesselschade Visscher, poetessa olandese († 1649)

## XVII secolo(14)
- 1605 - Henry Jermyn, I conte di St Albans, politico inglese († 1684)
- 1609 - Paul Fréart de Chantelou, collezionista d'arte e ingegnere militare francese († 1694)
- 1611 - Evliya Çelebi, scrittore ottomano († 1684)
- 1614 - Juan Carreño de Miranda, pittore spagnolo († 1685)
- 1615 - Carlo Targa, giurista italiano († 1700)
- 1622 - Isidoro Affaitati, architetto e ingegnere italiano
- 1634 - George Bull, teologo e vescovo anglicano inglese († 1710)
- 1643 - Louis Moréri, storico francese († 1680)
- 1644 - Heinrich von Cocceji, giurista tedesco († 1719)
- 1645 - Marco Battista Battaglini, vescovo cattolico e antiquario italiano († 1717)
- 1654 - Francisco Maria Píccolo, religioso, presbitero e missionario italiano († 1729)
- 1663 - Giovanni Odazzi, pittore italiano († 1731)
- 1681 - Gabriele Manfredi, matematico italiano († 1761)
- 1699 - Johann Adolf Hasse, compositore tedesco († 1783)

## XVIII secolo(44)
- 1702 - Pieter Teyler van der Hulst, mercante, banchiere e mecenate olandese († 1778)
- 1714 - Friedrich Christian Glume, scultore tedesco († 1752)
- 1715 - Maria Francesca delle Cinque Piaghe, religiosa italiana († 1791)
- 1716 - Aleksej Antropov, pittore russo († 1765)
- 1717 - Cipriano Gnesotti, religioso e storico italiano († 1796)
- 1717 - Gilberto II Pio di Savoia, nobile spagnolo († 1776)
- 1718 - Adriano Cristofali, architetto e ingegnere italiano († 1788)
- 1722 - Francesco Cerlone, librettista e drammaturgo italiano
- 1723 - Anton Maria Borga, presbitero e letterato italiano († 1768)
- 1726 - Jules Hercule Mériadec de Rohan-Guéméné, nobile francese († 1788)
- 1728 - Bartolomeo Ruspini, medico italiano († 1813)
- 1729 - Maria Luisa di Savoia, principessa († 1767)
- 1730 - Antonio Turra, botanico e medico italiano († 1796)
- 1731 - Francesco Rizzi, scultore italiano
- 1739 - Edoardo Augusto di Hannover, principe inglese († 1767)
- 1741 - Jean-Antoine Houdon, scultore francese († 1828)
- 1745 - Jacques Marie Boutet, attore teatrale e drammaturgo francese († 1812)
- 1745 - Nicolas-Étienne Framery, compositore, poeta e scrittore francese († 1810)
- 1747 - Aleksandr Andreevič Bezborodko, politico, diplomatico e principe russo († 1799)
- 1748 - Vittorio Della Chiesa di Cinzano e di Roddi, generale italiano († 1826)
- 1751 - Pietro Gonzaga, pittore e scenografo italiano († 1831)
- 1752 - Carlos FitzJames Stuart, IV duca di Berwick, nobile spagnolo († 1787)
- 1760 - Paul Maria Joseph Senitzer, generale austriaco († 1830)
- 1760 - Elizabeth Waldegrave, nobildonna britannica († 1816)
- 1762 - Alexandre Dumas, generale francese († 1806)
- 1764 - Vasilij Aleksandrovič Paškov, nobile e politico russo († 1838)
- 1765 - Giuseppe Nicola Durini, politico e economista italiano († 1845)
- 1765 - Johann Gottfried Klinsky, architetto e scultore tedesco († 1828)
- 1767 - Gioacchino Murat, generale francese († 1815)
- 1768 - Ferdinando Dal Pozzo, giurista e politico italiano († 1843)
- 1769 - Salvatore Viganò, ballerino, coreografo e compositore italiano († 1821)
- 1776 - Germanos, vescovo ortodosso greco († 1826)
- 1779 - Ekaterina Zagrjažskaja, nobildonna russa († 1842)
- 1782 - Carolina Bonaparte, principessa francese († 1839)
- 1783 - Jean-Baptiste Paulin Guérin, pittore francese († 1855)
- 1784 - François-Joseph Fétis, musicologo, compositore e docente belga († 1871)
- 1784 - Luigi Laterza, vescovo cattolico italiano († 1860)
- 1786 - Giovanni Battista Amici, ingegnere, matematico e fisico italiano († 1863)
- 1786 - Angiolo Nespoli, medico italiano († 1839)
- 1795 - Claudio Gonnet, politico e generale italiano († 1866)
- 1795 - Jacques Louis Randon, generale e politico francese († 1871)
- 1796 - William Feilding, VII conte di Denbigh, nobile inglese († 1865)
- 1798 - Christoph Gudermann, matematico tedesco († 1852)
- 1800 - Ernst Heinrich Karl von Dechen, geologo e inventore tedesco († 1889)

## XIX secolo(178)
- 1803 - Richard Hurrell Froude, presbitero inglese († 1836)
- 1804 - Heinrich Wilhelm Grauert, filologo classico tedesco († 1852)
- 1804 - Ignazio Tonelli, politico italiano
- 1807 - Dominique Alexandre Godron, botanico, geologo e speleologo francese († 1880)
- 1807 - James Harris, III conte di Malmesbury, politico britannico († 1889)
- 1808 - José de Espronceda, poeta, giornalista e politico spagnolo († 1842)
- 1809 - Jules Baillarger, neurologo e psichiatra francese († 1890)
- 1810 - Maximilian von Gagern, politico, diplomatico e nobile tedesco († 1889)
- 1811 - Atanasio Canata, religioso, letterato e educatore italiano († 1867)
- 1811 - Karol Štúr, poeta, pastore protestante e insegnante slovacco († 1851)
- 1812 - Gavriil Jakimovič Lomakin, direttore di coro e compositore russo († 1885)
- 1816 - Jean-Charles Abbatucci, politico francese († 1885)
- 1816 - Cherubino Cornienti, pittore italiano († 1860)
- 1817 - Filippo Patella, presbitero e patriota italiano († 1898)
- 1818 - Maria di Württemberg, sovrana tedesca († 1888)
- 1818 - Louise de Broglie, biografa e scrittrice francese († 1882)
- 1819 - Giuseppe Greppi, nobile, ambasciatore e politico italiano († 1921)
- 1819 - Venceslaus Ulricus Hammershaimb, pastore protestante faroese († 1909)
- 1819 - Vincenzo Padula, presbitero, poeta e patriota italiano († 1893)
- 1820 - Giuseppe Giacomo Battig, pittore italiano († 1852)
- 1822 - Albrecht Ritschl, teologo tedesco († 1889)
- 1823 - Francesco Gilardini, politico italiano († 1890)
- 1825 - Guglielmo Acton, militare e politico italiano († 1896)
- 1825 - Luciano Manara, patriota italiano († 1849)
- 1825 - Max Schultze, anatomista, microbiologo e zoologo tedesco († 1874)
- 1825 - Eugénie Smet, religiosa francese († 1871)
- 1825 - Achille Tamborino, politico italiano († 1895)
- 1826 - Luigi Maria Bilio, cardinale italiano († 1884)
- 1826 - Wilhelmina Lagerholm, pittrice e fotografa svedese († 1917)
- 1832 - August Breisky, ginecologo austriaco († 1889)
- 1832 - Marino Fattori, scrittore e politico sammarinese († 1896)
- 1832 - Nikolaus Rüdinger, anatomista tedesco († 1896)
- 1833 - Spirito Riberi, politico italiano († 1915)
- 1833 - August Wilmanns, filologo classico e bibliotecario tedesco († 1917)
- 1834 - Carlo Alberto Ferdinando Maffei di Boglio, diplomatico e politico italiano († 1897)
- 1835 - Adolph Wagner, economista tedesco († 1917)
- 1838 - Adeodato Bonasi, politico e giurista italiano († 1920)
- 1839 - Marianne Hainisch, attivista austriaca († 1936)
- 1839 - Carlo Pellegrini, pittore italiano († 1889)
- 1840 - Myles Keogh, militare irlandese († 1876)
- 1841 - Giuseppe Cantoni, musicista italiano († 1909)
- 1841 - David Harrel, poliziotto irlandese († 1939)
- 1842 - Antonio Fogazzaro, scrittore e poeta italiano († 1911)
- 1844 - George Edward Carpenter, compositore di scacchi statunitense († 1924)
- 1844 - Adolf Engler, botanico tedesco († 1930)
- 1845 - Ettore Ferrari, scultore e politico italiano († 1929)
- 1846 - Bortolo Benedini, avvocato e politico italiano († 1904)
- 1846 - Michael Davitt, politico irlandese († 1906)
- 1846 - Anton Oberbeck, fisico tedesco († 1900)
- 1846 - Helen Zimmern, scrittrice e traduttrice tedesca († 1934)
- 1847 - Pedro José Escalón, politico salvadoregno († 1923)
- 1847 - Fernand Lataste, zoologo francese († 1934)
- 1848 - Aleksej Nikolaevič Kuropatkin, generale russo († 1925)
- 1849 - Agenor Maria Gołuchowski, politico austriaco († 1921)
- 1850 - Adolfo Feragutti Visconti, pittore e incisore svizzero († 1924)
- 1852 - Gérard Cooreman, politico belga († 1926)
- 1854 - John Lind, politico statunitense († 1930)
- 1854 - Roberto Mantovani, geologo e violinista italiano († 1933)
- 1855 - Francesco Ghittoni, pittore italiano († 1928)
- 1855 - Paul Merwart, illustratore e pittore polacco († 1902)
- 1856 - Ottone Penzig, botanico tedesco († 1929)
- 1856 - Max Uhle, archeologo tedesco († 1944)
- 1857 - Angelo Celli, igienista e politico italiano († 1914)
- 1857 - Angelo Galeno, politico italiano († 1930)
- 1857 - Auguste Serrurier, arciere francese († 1924)
- 1857 - Elena Teodorini, mezzosoprano e soprano rumena († 1926)
- 1858 - Ernst Conrad, giurista e magistrato tedesco († 1930)
- 1858 - Elia Volpi, mercante d'arte, antiquario e pittore italiano († 1938)
- 1860 - Jack Powell, calciatore gallese († 1947)
- 1860 - Eugénie Strong, archeologa inglese († 1943)
- 1861 - Giulio Lazzeri, matematico italiano († 1935)
- 1861 - Emanuel L. Philipp, politico e imprenditore statunitense († 1925)
- 1862 - May Morris, artigiana e insegnante britannica († 1938)
- 1862 - Maurice d'Ocagne, matematico e ingegnere francese († 1938)
- 1863 - Carrie Daumery, attrice belga († 1938)
- 1863 - William Robert Ogilvie-Grant, ornitologo scozzese († 1924)
- 1863 - Marie Soldat-Röger, violinista e docente austriaca († 1955)
- 1864 - Celestino Fumagalli, scultore e orafo italiano († 1941)
- 1864 - Alexej von Jawlensky, pittore russo († 1941)
- 1864 - Jules Lavirotte, architetto francese († 1929)
- 1865 - Thomas Nixon Carver, economista statunitense († 1961)
- 1865 - Nestori Toivonen, tiratore a segno finlandese († 1927)
- 1865 - Pierre-Ernest Weiss, fisico francese († 1940)
- 1867 - Gutzon Borglum, scultore statunitense († 1941)
- 1867 - Hryhoryj Chomyšyn, vescovo cattolico e beato ucraino († 1947)
- 1867 - Arturo Toscanini, direttore d'orchestra italiano († 1957)
- 1869 - Ubaldo Comandini, avvocato, pubblicista e politico italiano († 1925)
- 1869 - Giovanni Giannetti, compositore italiano († 1934)
- 1869 - Vilém Goppold von Lobsdorf, schermidore boemo († 1943)
- 1869 - Alberto Rinaldi, medico italiano († 1935)
- 1870 - O. B. Clarence, attore britannico († 1955)
- 1870 - Friedrich Karl Arnold Schwassmann, astronomo tedesco († 1964)
- 1871 - Hermann Abert, musicologo e critico musicale tedesco († 1927)
- 1871 - Igor' Ėmmanuilovič Grabar', pittore, architetto e storico dell'arte russo († 1960)
- 1871 - Virginia Talarico, soprano italiano († 1953)
- 1871 - Maurizio de Vito Piscicelli, militare italiano († 1917)
- 1872 - Vito Pardo, scultore italiano († 1933)
- 1873 - Rudolf Rocker, anarchico, scrittore e sindacalista tedesco († 1958)
- 1874 - Giovanni Forbicini, anarchico italiano († 1955)
- 1874 - Edwin Hunter, golfista e tennista statunitense († 1935)
- 1874 - Sunjong di Corea, imperatore coreano († 1926)
- 1875 - Spencer Charters, attore statunitense († 1943)
- 1875 - Sergio De Pilato, giurista e critico letterario italiano († 1956)
- 1875 - Giuseppe Malattia della Vallata, poeta, scrittore e saggista italiano († 1948)
- 1876 - Irving Baxter, altista, astista e lunghista statunitense († 1957)
- 1877 - Alphonse de Chateaubriant, scrittore francese († 1951)
- 1878 - Frances Glessner Lee, filantropa e criminologa statunitense († 1962)
- 1878 - Sidney M. Goldin, regista, sceneggiatore e produttore cinematografico ucraino († 1937)
- 1878 - František Janda-Suk, discobolo e pesista boemo († 1955)
- 1879 - Riccardo Gualino, imprenditore, mecenate e collezionista d'arte italiano († 1964)
- 1879 - Louis-Joseph-Arthur Melanson, arcivescovo cattolico canadese († 1941)
- 1879 - Amedee Reyburn, pallanuotista e nuotatore statunitense († 1920)
- 1880 - Mid'hat Frashëri, scrittore e politico albanese († 1949)
- 1881 - Béla Bartók, compositore, pianista e etnomusicologo ungherese († 1945)
- 1881 - David Karlsson, lottatore svedese († 1946)
- 1881 - Mary Webb, scrittrice britannica († 1927)
- 1882 - Maria Mokrzycka, soprano ucraina († 1971)
- 1882 - Otto Neururer, presbitero austriaco († 1940)
- 1882 - Kyūsaku Ogino, ginecologo giapponese († 1975)
- 1882 - Oleg Pantjuchov, militare e educatore russo († 1973)
- 1883 - Earl C. Slipher, astronomo e politico statunitense († 1964)
- 1883 - Umberto Solarino, militare italiano († 1951)
- 1885 - Mateiu Caragiale, scrittore e poeta rumeno († 1936)
- 1885 - Apollonio Di Bilio, pittore italiano († 1916)
- 1885 - Siegfried Handloser, medico e militare tedesco († 1954)
- 1885 - Lydia Kyasht, ballerina russa († 1959)
- 1886 - Atenagora di Costantinopoli, arcivescovo ortodosso greco († 1972)
- 1886 - Aniceto Chiappini, religioso e storico italiano († 1967)
- 1886 - Giulio Giglioli, archeologo e politico italiano († 1957)
- 1886 - Raffaele Melis, presbitero italiano († 1943)
- 1887 - Geoffrey Keynes, medico, chirurgo e scrittore inglese († 1982)
- 1887 - Chūichi Nagumo, ammiraglio giapponese († 1944)
- 1887 - Gustave Prouvost, pallanuotista francese
- 1887 - Arthur Wackenreuther, calciatore austriaco († 1952)
- 1887 - Hans Joachim von Mellenthin, militare tedesco († 1971)
- 1889 - Luigia Tincani, religiosa, pedagogista e filosofa italiana († 1976)
- 1890 - Walter Alt, allenatore di calcio e calciatore cecoslovacco
- 1890 - El Brendel, attore statunitense († 1964)
- 1890 - Carlo De Marchi, calciatore italiano († 1972)
- 1890 - Elena Freda, matematica italiana († 1978)
- 1890 - Jean Guéhenno, letterato e critico letterario francese († 1978)
- 1890 - Jolande Jacobi, psicologa ungherese († 1973)
- 1890 - Géza Székány, calciatore e allenatore di calcio ungherese († 1958)
- 1891 - Zenzō Shimizu, tennista giapponese († 1977)
- 1891 - János Vörös, militare ungherese († 1968)
- 1892 - Andy Clyde, attore statunitense († 1967)
- 1892 - Emil Gröner, allenatore di calcio e calciatore tedesco († 1944)
- 1892 - Violet Horner, attrice statunitense († 1970)
- 1892 - Abraham Kupchik, scacchista statunitense († 1970)
- 1892 - Felix Schwalbe, generale tedesco († 1974)
- 1892 - Luigi Zoni, aviatore e militare italiano († 1917)
- 1893 - Gino Allegri, militare e aviatore italiano († 1918)
- 1893 - Manlio Candrilli, militare italiano († 1945)
- 1893 - Secondo Meneghetti, militare italiano († 1941)
- 1893 - Pedro Muguruza, architetto e politico spagnolo († 1952)
- 1893 - Romolo Ticconi, aviatore italiano († 1919)
- 1894 - Pasquale Di Pietro, ciclista su strada italiano
- 1895 - Valerij Ivanovič Inkižinov, attore e regista sovietico († 1973)
- 1895 - Jimmy Seed, allenatore di calcio e calciatore inglese († 1966)
- 1896 - Mario Asnago, architetto e pittore italiano († 1981)
- 1896 - Ray Enright, regista, sceneggiatore e montatore statunitense († 1965)
- 1896 - Edmund Horton, bobbista statunitense († 1944)
- 1896 - Manuel Hurtado y García, vescovo cattolico spagnolo († 1966)
- 1897 - Sweet Emma Barrett, cantante statunitense († 1983)
- 1897 - Francesco Bruno, botanico italiano († 1986)
- 1897 - Thérèse Debains, pittrice francese († 1974)
- 1897 - Jean Epstein, regista francese († 1953)
- 1897 - John Laurie, attore scozzese († 1980)
- 1897 - Sigfrid Lindberg, calciatore svedese († 1977)
- 1897 - Karel Meduna, calciatore cecoslovacco († 1964)
- 1897 - Ernst Oppacher, pattinatore artistico su ghiaccio austriaco
- 1898 - Fritz Gosslau, ingegnere tedesco († 1965)
- 1898 - Einar Landvik, combinatista nordico norvegese († 1993)
- 1899 - Jacques Audiberti, scrittore, drammaturgo e poeta francese († 1965)
- 1899 - Burt Munro, pilota motociclistico neozelandese († 1978)
- 1899 - Bella Spewack, librettista, sceneggiatrice e commediografa rumena († 1990)
- 1900 - Manuel Guitián, attore spagnolo († 1992)
- 1900 - Agostino Richelmy, poeta e traduttore italiano († 1991)

## XX secolo(896)
- 1901 - Ed Begley, attore statunitense († 1970)
- 1901 - Raymond Firth, etnologo neozelandese († 2002)
- 1901 - Antonín Klicpera, calciatore cecoslovacco († 1951)
- 1902 - Alberto Consiglio, giornalista, politico e sceneggiatore italiano († 1973)
- 1902 - Marie-Josephine Gaudette, supercentenaria statunitense († 2017)
- 1902 - Árpád Hajós, calciatore e allenatore di calcio ungherese († 1971)
- 1902 - Domenico Petrini, critico letterario italiano († 1931)
- 1902 - Gustaaf Van Slembrouck, ciclista su strada belga († 1968)
- 1903 - Frankie Carle, pianista statunitense († 2001)
- 1903 - Julio Antonio Mella, politico cubano († 1929)
- 1904 - Giovanni Artieri, giornalista, saggista e politico italiano († 1995)
- 1904 - Edouard Bovy, calciatore svizzero († 1980)
- 1904 - Umberto Campagnolo, filosofo italiano († 1976)
- 1904 - Ivanhoe Gambini, architetto e pittore italiano († 1992)
- 1904 - Johann Baptist Gradl, politico tedesco († 1988)
- 1904 - Pete Johnson, pianista statunitense († 1967)
- 1904 - Luis Navarro Garnica, militare spagnolo († 1995)
- 1905 - Elisa Martinez, religiosa italiana († 1991)
- 1905 - Antonino Matranga, mafioso italiano († 1970)
- 1905 - Albrecht Mertz von Quirnheim, militare tedesco († 1944)
- 1905 - Pote Sarasin, politico thailandese († 2000)
- 1905 - Ernst Schmidt, progettista tedesco († 1993)
- 1906 - Angelo Beltaro, calciatore italiano († 1995)
- 1906 - Augusts Brēdersons, calciatore lettone
- 1906 - Claire Roman, aviatrice, infermiera e paracadutista francese († 1941)
- 1906 - John Howard Pyle, politico statunitense († 1987)
- 1906 - Jean Sablon, cantante e attore francese († 1994)
- 1906 - A. J. P. Taylor, storico e giornalista britannico († 1990)
- 1906 - Pál Teleki, calciatore e allenatore di calcio rumeno († 1984)
- 1906 - Curley Weaver, cantante, chitarrista e cantautore statunitense († 1962)
- 1907 - Alexander Iolas, collezionista d'arte e gallerista greco († 1987)
- 1907 - Fernando Melani, pittore e scultore italiano († 1985)
- 1907 - Libero Molinis, calciatore italiano
- 1908 - Helmut Käutner, regista, sceneggiatore e attore tedesco († 1980)
- 1908 - David Lean, regista, sceneggiatore e attore britannico († 1991)
- 1908 - Mário Peixoto, regista e scrittore brasiliano († 1992)
- 1908 - Phillip Reed, attore statunitense († 1996)
- 1908 - Henri Rochereau, politico francese († 1999)
- 1908 - Dan White, attore statunitense († 1980)
- 1909 - Giuseppe Biscottini, giurista italiano († 1992)
- 1909 - Jay Blackton, compositore statunitense († 1994)
- 1909 - Ernst John von Freyend, militare tedesco († 1980)
- 1909 - Günther Hepp, alpinista e medico tedesco († 1937)
- 1909 - Maria von Maltzan, veterinaria e biologa tedesca († 1997)
- 1910 - Rui Araújo, calciatore portoghese († 1998)
- 1910 - David Ludwig Bloch, litografo e pittore tedesco († 2002)
- 1910 - Jean-Louis Jeanmaire, militare e insegnante svizzero († 1992)
- 1910 - Benzion Netanyahu, storico israeliano († 2012)
- 1910 - Magda Olivero, soprano italiano († 2014)
- 1910 - Mario Peragallo, compositore italiano († 1996)
- 1911 - Pelayo García, calciatore spagnolo († 1991)
- 1912 - Mario Arillo, militare italiano († 2000)
- 1912 - Melita Norwood, agente segreta britannica († 2005)
- 1912 - Alberto Tavazzi, pittore, attore e sceneggiatore italiano († 2006)
- 1912 - Jean Vilar, regista teatrale, attore e direttore teatrale francese († 1971)
- 1913 - Dinu Adameșteanu, archeologo rumeno († 2004)
- 1913 - Raffaele Paparella Treccia, medico e mecenate italiano († 2009)
- 1914 - Silvano Baresi, politico italiano († 1991)
- 1914 - Gastone Boni, calciatore e allenatore di calcio italiano († 2004)
- 1914 - Norman Borlaug, agronomo e ambientalista statunitense († 2001)
- 1914 - Daan Kagchelland, velista olandese († 1998)
- 1914 - Willy Kern, ciclista su strada svizzero († 1990)
- 1914 - Elly Niebuhr, fotografa austriaca († 2013)
- 1914 - Marthe Robert, critica letteraria, saggista e traduttrice francese († 1996)
- 1915 - Eugenio Frate, militare italiano († 1940)
- 1915 - Giorgio Guglielmo di Hannover, principe e diplomatico tedesco († 2006)
- 1915 - Nunzio Montanari, pianista e compositore italiano († 1993)
- 1915 - Dorothy Squires, cantante gallese († 1998)
- 1915 - Kurt Svanström, calciatore svedese († 1996)
- 1916 - Giovanni Buzzoni, politico italiano († 1989)
- 1916 - Lucifero Martini, scrittore, poeta e giornalista italiano († 2001)
- 1916 - Jean Rogers, attrice statunitense († 1991)
- 1917 - Concetto Focaccetti, militare italiano († 1943)
- 1917 - Francesco Guarnaschelli, arbitro di calcio italiano († 2000)
- 1917 - Grady Lewis, cestista e allenatore di pallacanestro statunitense († 2009)
- 1917 - Gerardo Sergi, militare italiano († 1944)
- 1918 - Jackie Condon, attore cinematografico statunitense († 1977)
- 1918 - Howard Cosell, giornalista, telecronista sportivo e conduttore televisivo statunitense († 1995)
- 1918 - Gian Attilio Dalla Bona, medico, partigiano e antifascista italiano († 1945)
- 1918 - Victor Vicas, regista e sceneggiatore francese († 1985)
- 1919 - Jeanne Cagney, attrice statunitense († 1984)
- 1919 - Frans van der Veen, calciatore olandese († 1975)
- 1919 - Shirō Yoshii, allenatore di pallacanestro giapponese († 1992)
- 1920 - Paul Scott, scrittore, drammaturgo e poeta inglese († 1978)
- 1920 - Patrick Troughton, attore britannico († 1987)
- 1921 - Lucia Alberti, astrologa italiana († 1995)
- 1921 - Mario Cervi, giornalista, saggista e storico italiano († 2015)
- 1921 - Mary Douglas, antropologa britannica († 2007)
- 1921 - Alessandra di Grecia, regina greca († 1993)
- 1921 - Nancy Kelly, attrice statunitense († 1995)
- 1921 - Simone Signoret, attrice e scrittrice francese († 1985)
- 1922 - Eileen Ford, imprenditrice statunitense († 2014)
- 1922 - Flavio Mogherini, scenografo, costumista e regista italiano († 1994)
- 1922 - Rosetta Noli, soprano italiano († 2018)
- 1922 - Stephen Toulmin, filosofo britannico († 2009)
- 1923 - Maria Bartolotti, partigiana italiana († 1972)
- 1923 - Mario Brega, attore italiano († 1994)
- 1923 - Bonnie Guitar, cantautrice, musicista e produttrice discografica statunitense († 2019)
- 1923 - Wim van Est, ciclista su strada e pistard olandese († 2003)
- 1923 - Ireneo García Alonso, vescovo cattolico spagnolo († 2012)
- 1923 - Herbert Klein, nuotatore tedesco († 2001)
- 1923 - John Poppitt, calciatore inglese († 2014)
- 1923 - Leandro Puccetti, partigiano italiano († 1944)
- 1923 - Stefano Vetrano, politico e sindacalista italiano († 2018)
- 1923 - Antonio Vidal, calciatore spagnolo († 1999)
- 1923 - D.C. Wilcutt, cestista e allenatore di pallacanestro statunitense († 2015)
- 1924 - Roberts Blossom, attore, regista teatrale e poeta statunitense († 2011)
- 1924 - Pierre Cressoy, attore francese († 1980)
- 1924 - Machiko Kyō, attrice giapponese († 2019)
- 1924 - József Zakariás, allenatore di calcio e calciatore ungherese († 1971)
- 1925 - Mohammed Abderrazak, calciatore e allenatore di calcio marocchino
- 1925 - Don Freeland, pilota automobilistico statunitense († 2007)
- 1925 - Robert Higgins, sollevatore statunitense († 1998)
- 1925 - Flannery O'Connor, scrittrice statunitense († 1964)
- 1925 - Chiara Samugheo, fotografa italiana († 2022)
- 1925 - Daniel Yanofsky, scacchista e avvocato canadese († 2000)
- 1926 - Luigi Arisio, politico italiano († 2020)
- 1926 - Umberto Fusaroli Casadei, partigiano e rivoluzionario italiano († 2007)
- 1926 - Paul Leder, regista, sceneggiatore e produttore cinematografico statunitense († 1996)
- 1926 - Riz Ortolani, direttore d'orchestra e compositore italiano († 2014)
- 1926 - László Papp, pugile ungherese († 2003)
- 1926 - Hans Anders Rausing, imprenditore e filantropo svedese († 2019)
- 1926 - Jaime Sabines, poeta e politico messicano († 1999)
- 1927 - Tina Anselmi, politica e partigiana italiana († 2016)
- 1927 - Bill Barilko, hockeista su ghiaccio canadese († 1951)
- 1927 - Vasco Calonaci, politico italiano († 1998)
- 1927 - Leslie Claudius, hockeista su prato indiano († 2012)
- 1927 - Andrea Devoto, psichiatra italiano († 1994)
- 1927 - Vladimir Ovčarek, violinista russo († 2007)
- 1927 - Elettra Romani, attrice teatrale, comica e cabarettista italiana († 2022)
- 1928 - Roald Aas, pattinatore di velocità su ghiaccio norvegese († 2012)
- 1928 - Mario Arnone, politico italiano († 2016)
- 1928 - Giorgio Azzolini, contrabbassista e compositore italiano († 2024)
- 1928 - Ettore Boschini, religioso italiano († 2004)
- 1928 - Nunzio Gallo, cantante e attore italiano († 2008)
- 1928 - Zdeněk Košler, direttore d'orchestra ceco († 1995)
- 1928 - Hilton Kramer, critico d'arte e saggista statunitense († 2012)
- 1928 - Ron Legg, cestista britannico († 2010)
- 1928 - Jim Lovell, astronauta statunitense († 2025)
- 1928 - Gunnar Nielsen, atleta danese († 1985)
- 1928 - Regina Podstanická, astronoma cecoslovacca († 2000)
- 1928 - Ovilio Pratesi, calciatore italiano († 2018)
- 1928 - Gigi Reder, attore e doppiatore italiano († 1998)
- 1928 - Mario Vitale, attore cinematografico italiano († 2003)
- 1929 - Tarcisio Bedini, pittore italiano († 1962)
- 1929 - Harris Fawell, politico statunitense († 2021)
- 1929 - Jean Schramme, mercenario belga († 1988)
- 1929 - Hans Schwarzentruber, ginnasta svizzero († 1982)
- 1929 - Cecil Taylor, pianista statunitense († 2018)
- 1929 - Allen West, criminale statunitense († 1978)
- 1930 - Giuseppe Are, storico italiano († 2006)
- 1930 - Vladimir Gribov, fisico sovietico († 1997)
- 1930 - John Keel, ufologo, giornalista e scrittore statunitense († 2009)
- 1930 - Carlo Mauri, alpinista e esploratore italiano († 1982)
- 1930 - Robert Mouynet, ex calciatore francese
- 1930 - Larry Shinoda, designer statunitense († 1997)
- 1930 - Joan Whelan, modella statunitense († 2020)
- 1931 - Jack Chambers, artista e regista cinematografico canadese († 1978)
- 1931 - Bohumil Golián, pallavolista e allenatore di pallavolo cecoslovacco († 2012)
- 1931 - Paul Motian, batterista, compositore e musicista statunitense († 2011)
- 1931 - Kirsten Nilsson, attrice teatrale tedesca († 2017)
- 1931 - Marirosa Toscani Ballo, fotografa italiana († 2023)
- 1931 - Tom Wilson, produttore discografico statunitense († 1978)
- 1932 - Reynaldo Boury, regista televisivo brasiliano († 2022)
- 1932 - Fouad el-Hadidi, ex cestista egiziano
- 1932 - Penelope Gilliatt, drammaturga, sceneggiatrice e critica teatrale britannica († 1993)
- 1932 - Hao Ran, scrittore cinese († 2008)
- 1932 - Toshio Matsumoto, regista e artista giapponese († 2017)
- 1932 - Pietro Mazzacurati, architetto italiano († 2011)
- 1933 - Domenico Caruso, poeta e scrittore italiano
- 1933 - Carlos Duarte, calciatore portoghese († 2022)
- 1933 - Dick Duckett, cestista statunitense († 2021)
- 1933 - Peter Ehrlich, attore tedesco († 2015)
- 1933 - Wee Willie Harris, cantante, musicista e pianista britannico († 2023)
- 1933 - Romano Puppo, attore e stuntman italiano († 1994)
- 1933 - Henio Zytomirski, polacco († 1942)
- 1934 - Johnny Burnette, cantante statunitense († 1964)
- 1934 - Richard Connor, tuffatore statunitense († 2019)
- 1934 - Peter Jost Huber, statistico svizzero
- 1934 - Gloria Steinem, scrittrice, giornalista e attivista statunitense
- 1935 - Gianni Asti, cestista e allenatore di pallacanestro italiano († 2014)
- 1935 - Roberto Balestri, allenatore di calcio e ex calciatore italiano
- 1935 - Umberto Bignardi, pittore italiano († 2022)
- 1935 - Flash Elorde, pugile filippino († 1985)
- 1935 - Johnny Pacheco, cantante dominicano († 2021)
- 1935 - Angelo Rojch, politico italiano
- 1936 - Juan Antonio Celdrán, ex calciatore spagnolo
- 1936 - Giora Feidman, musicista argentino
- 1936 - Lawrence Gordon, produttore cinematografico statunitense
- 1936 - Carl Kaufmann, velocista tedesco († 2008)
- 1936 - Jerzy Wandzioch, schermidore polacco († 2009)
- 1937 - Onésimo Cepeda Silva, vescovo cattolico messicano († 2022)
- 1937 - Imre Mathesz, calciatore ungherese († 2010)
- 1937 - Hidekatsu Shibata, attore e doppiatore giapponese
- 1937 - Celestino Testa, calciatore italiano († 2013)
- 1938 - Hoyt Axton, attore, compositore e cantante statunitense († 1999)
- 1938 - Daniel Buren, pittore e scultore francese
- 1938 - Publio Fiori, politico italiano († 2024)
- 1938 - Fritz d'Orey, pilota automobilistico brasiliano († 2020)
- 1938 - Paul Pesthy, schermidore e pentatleta ungherese († 2008)
- 1938 - Vittorio Possenti, filosofo e pubblicista italiano
- 1939 - Toni Cade Bambara, scrittrice e docente statunitense († 1995)
- 1939 - Antonio Calenda, regista italiano
- 1939 - D.C. Fontana, sceneggiatrice e scrittrice statunitense († 2019)
- 1939 - Jorge Gallego, ex calciatore colombiano
- 1939 - Carolyn Goodman, politica statunitense
- 1939 - Miguel Ángel Longo, calciatore e allenatore di calcio argentino († 2001)
- 1939 - Antonino Mandalà, mafioso e politico italiano
- 1939 - Mária Prokopp, storica dell'arte ungherese
- 1940 - Anita Bryant, cantante e attivista statunitense († 2024)
- 1940 - Amadou Gakou, ex velocista senegalese
- 1940 - Joaquín Galera, ciclista su strada spagnolo († 2025)
- 1940 - Jean Ichbiah, informatico francese († 2007)
- 1940 - Mina, cantante, produttrice discografica e conduttrice televisiva italiana
- 1940 - Simon Murray, imprenditore, avventuriero e scrittore inglese
- 1940 - Lillo Perri, giornalista e editore italiano († 2007)
- 1940 - Aleksandr Proškin, regista sovietico
- 1940 - Igor' Romiševskij, hockeista su ghiaccio sovietico († 2013)
- 1940 - Anita Shapira, storica israeliana
- 1940 - Vladimiro Zagrebelsky, magistrato e giurista italiano († 2025)
- 1941 - Erhard Busek, politico austriaco († 2022)
- 1941 - Lucretia Love, attrice statunitense († 2019)
- 1941 - Renzo Melani, dirigente sportivo, allenatore di calcio e calciatore italiano
- 1941 - Alphonse Poaty-Souchlaty, politico della Repubblica del Congo († 2024)
- 1941 - Gerd Poppe, politico tedesco († 2025)
- 1941 - Jacques Simon, calciatore francese († 2017)
- 1941 - Michael Wright, ex ciclista su strada britannico
- 1942 - Ana Blandiana, poetessa romena
- 1942 - Aretha Franklin, cantautrice e pianista statunitense († 2018)
- 1942 - Germano, calciatore brasiliano († 1997)
- 1942 - Brian MacReady, calciatore inglese († 2017)
- 1942 - Teresa Migliasso, politica italiana
- 1942 - Richard O'Brien, attore, sceneggiatore e compositore britannico
- 1943 - Barbro Eriksson, ex nuotatrice svedese
- 1943 - Paul Michael Glaser, attore e regista statunitense
- 1943 - Maya Hungerbühler, ex nuotatrice svizzera
- 1943 - Pavel Lednëv, pentatleta sovietico († 2010)
- 1943 - Lisbet Lundquist, attrice e conduttrice televisiva danese
- 1943 - Mario Santececca, calciatore, allenatore di calcio e dirigente sportivo italiano († 2024)
- 1944 - Wolfgang Breuer, ex calciatore tedesco
- 1944 - Terry L. Bruce, politico statunitense
- 1944 - Henri Duhayot, ex calciatore francese
- 1944 - Roland Gunesch, ex pallamanista rumeno
- 1944 - Julio Iglesias Santamaría, ex calciatore e allenatore di calcio spagnolo
- 1944 - Francesco Saverio Pavone, magistrato italiano († 2020)
- 1945 - Nicola Bovari, calciatore italiano († 2018)
- 1945 - Leila Diniz, attrice brasiliana († 1972)
- 1945 - Ivan Jadėška, ex cestista e allenatore di pallacanestro sovietico
- 1945 - Gert-Dietmar Klause, ex fondista tedesco
- 1945 - Roberto Laneri, musicista, compositore e scrittore italiano
- 1945 - Giuseppe Mangano, scenografo italiano
- 1945 - Fabio Mazzari, attore, doppiatore e regista italiano
- 1946 - Daniel Bensaïd, filosofo, attivista e saggista francese († 2010)
- 1946 - Paolo Bergonzoni, ex cestista italiano
- 1946 - Stephen Hunter, scrittore, giornalista e critico cinematografico statunitense
- 1946 - Maurice Krafft, vulcanologo francese († 1991)
- 1946 - Hans Pirkner, calciatore austriaco († 2025)
- 1946 - Ildikó Rónay-Matuscsák, ex schermitrice ungherese
- 1946 - Gerard John Schaefer, serial killer e poliziotto statunitense († 1995)
- 1947 - Gabriela Beňačková, soprano slovacco
- 1947 - Homayoun Ershadi, attore iraniano
- 1947 - Guy Formici, ex calciatore francese
- 1947 - Ibrahim al-Ja'fari, politico iracheno
- 1947 - Elton John, cantante, compositore e pianista britannico
- 1947 - Ellen Langer, psicologa statunitense
- 1947 - Claudine Schneider, politica e ambientalista statunitense
- 1948 - Mehdi Asgarkhani, ex calciatore iraniano
- 1948 - Bonnie Bedelia, attrice statunitense
- 1948 - Lynn Faulds Wood, conduttrice televisiva e giornalista britannica († 2020)
- 1948 - Annemarie Goedmakers, politica olandese
- 1948 - Marek Karpinski, informatico e matematico polacco
- 1948 - Luis Landero, scrittore spagnolo
- 1948 - John Paish, ex tennista britannico
- 1948 - Ronald Spogli, politico, diplomatico e imprenditore statunitense
- 1948 - Camille Sudre, politico francese
- 1948 - Alberto Toscano, giornalista, saggista e politologo italiano
- 1949 - Matteo Cosenza, giornalista italiano
- 1949 - Bob Ezrin, produttore discografico e tastierista canadese
- 1949 - Mohamed Nader Hilal, ex cestista egiziano
- 1949 - Juan Carlos Latorre, matematico e politico cileno
- 1949 - Manuchar Machaidze, ex calciatore sovietico
- 1949 - António Mega Ferreira, giornalista e scrittore portoghese († 2022)
- 1949 - Philippe de Villiers, politico francese
- 1949 - Dursun Özbek, dirigente sportivo e imprenditore turco
- 1949 - Helena Šikolová, ex fondista cecoslovacca
- 1950 - José Manuel Esnal, allenatore di calcio spagnolo
- 1950 - Giovanni Fabris, politico italiano
- 1950 - Federico Ferrini, fisico italiano
- 1950 - Wolfgang Laib, artista tedesco
- 1950 - Carla de Liefde, cestista olandese († 2006)
- 1950 - Robert O'Reilly, attore statunitense
- 1950 - Charles Scerri, ex calciatore maltese
- 1951 - Franco Bonera, giornalista italiano
- 1951 - Luciano Ceri, cantautore, giornalista e conduttore radiofonico italiano
- 1951 - Filippo Misuraca, politico italiano
- 1951 - Alberto Preda, scrittore e regista italiano († 2007)
- 1951 - Jumbo Tsuruta, wrestler e lottatore giapponese († 2000)
- 1951 - Maizie Williams, cantante e modella britannica
- 1952 - Ken Boyd, ex cestista statunitense
- 1952 - Gerardo Braggiotti, banchiere italiano
- 1952 - Jung Chang, scrittrice cinese
- 1952 - Denis Kessler, imprenditore francese († 2023)
- 1952 - Antanas Mockus, filosofo, matematico e politico colombiano
- 1952 - Andrea Salvietti, ex canoista italiano
- 1953 - Chrīstos Ardizoglou, ex calciatore greco
- 1953 - Harald Eckl, pilota motociclistico e dirigente sportivo tedesco
- 1953 - Pino Maniaci, giornalista e conduttore televisivo italiano
- 1953 - Romain Slocombe, scrittore, fumettista e fotografo francese
- 1954 - Guglielmo Borghetti, vescovo cattolico italiano
- 1954 - Annalisa Cattelan, ex cestista italiana
- 1954 - Abdul Rashid Dostum, generale e politico afghano
- 1954 - Daniel Dubroca, ex rugbista a 15, allenatore di rugby a 15 e dirigente sportivo francese
- 1954 - Ecaterina Oancia, canottiera rumena († 2024)
- 1954 - Gergina Skerlatova, ex cestista bulgara
- 1954 - Tim White, statunitense († 2022)
- 1955 - Paola Blandi, paroliera italiana
- 1955 - Daniel Boulud, cuoco francese
- 1955 - Patty Brard, cantante, showgirl e giornalista olandese
- 1955 - Lucio Fabbri, polistrumentista, arrangiatore e direttore d'orchestra italiano
- 1955 - Marco Guzzi, poeta, filosofo e conduttore radiofonico italiano
- 1955 - Marin Ion, allenatore di calcio e ex calciatore rumeno
- 1955 - Asgeir Kleppa, allenatore di calcio e ex calciatore norvegese
- 1955 - Dimitris Mardas, politico e economista greco
- 1955 - Andy Walker, ex cestista e allenatore di pallacanestro statunitense
- 1956 - Gilbert Doucet, rugbista a 15 e allenatore di rugby a 15 francese († 2020)
- 1956 - Anna Teresa Formisano, politica italiana
- 1956 - Matthew Garber, attore britannico († 1977)
- 1956 - Aleksandr Kočiev, scacchista russo
- 1956 - Federico Rampini, giornalista e saggista italiano
- 1957 - Milko Arabadžijski, ex cestista bulgaro
- 1957 - Gian Filippo Corticelli, direttore della fotografia italiano
- 1957 - Jennifer Edwards, attrice statunitense
- 1957 - Giuseppe Marotta, dirigente sportivo italiano
- 1957 - Vojko Obersnel, politico croato
- 1957 - Aleksandr Pučkov, ostacolista sovietico († 2024)
- 1957 - Milena Quaglini, serial killer italiana († 2001)
- 1957 - Paolo Zamboni, medico italiano
- 1958 - Susie Bright, scrittrice e giornalista statunitense
- 1958 - María Caridad Colón, ex giavellottista cubana
- 1958 - Emilio Da Re, ex calciatore italiano
- 1958 - John Ensign, politico e veterinario statunitense
- 1958 - Rulon Jones, ex giocatore di football americano statunitense
- 1958 - Pierre Kroll, disegnatore belga
- 1958 - John Maybury, regista inglese
- 1958 - James McDaniel, attore statunitense
- 1958 - Luigi Mentasti, ex cestista italiano
- 1958 - Manuel Serifo Nhamadjo, politico guineense († 2020)
- 1958 - Amy Pascal, produttrice cinematografica statunitense
- 1958 - Charles Pittman, ex cestista statunitense
- 1958 - Margaret Ritchie, baronessa Ritchie di Downpatrick, politica irlandese
- 1958 - Ciro Sarno, collaboratore di giustizia e mafioso italiano
- 1959 - Ludwig, serial killer tedesco († 2024)
- 1959 - Carmelo Navarro, ex calciatore spagnolo
- 1959 - Marco Padovani, politico italiano
- 1959 - Michele Pintauro, allenatore di calcio e ex calciatore italiano
- 1960 - Mauro Cornaz, allenatore di sci alpino, dirigente sportivo e ex sciatore alpino italiano
- 1960 - Bob Green, ex tennista statunitense
- 1960 - Juha Hirvi, tiratore a segno finlandese
- 1960 - Pamela Ludwig, attrice statunitense
- 1960 - Steve Norman, musicista britannico
- 1960 - Linda Sue Park, scrittrice statunitense
- 1960 - Sauro Pennacchioli, fumettista italiano
- 1960 - Peter Seisenbacher, ex judoka austriaco
- 1960 - Brenda Strong, attrice e regista statunitense
- 1960 - Tudorel Toader, magistrato e politico rumeno
- 1960 - Chad Wackerman, batterista statunitense
- 1960 - Eric Young, ex calciatore gallese
- 1961 - Valter Catarra, politico italiano († 2018)
- 1961 - Reggie Fils-Aime, dirigente d'azienda statunitense
- 1961 - Marek Andrzej Inglot, gesuita polacco
- 1961 - Ron Keel, cantante statunitense
- 1961 - Bruno Kernen, ex sciatore alpino svizzero
- 1961 - Karen Lancaster, ex sciatrice alpina statunitense
- 1961 - David Meerman Scott, economista e scrittore statunitense
- 1961 - Makoto Ozone, pianista giapponese
- 1961 - Ricardo Paciocco, allenatore di calcio e ex calciatore italiano
- 1961 - Annette Stai, supermodella norvegese
- 1961 - John Stockwell, attore, regista e sceneggiatore statunitense
- 1961 - Tong Fei, ex ginnasta cinese
- 1961 - Yoon Deok-yeo, allenatore di calcio e ex calciatore sudcoreano
- 1962 - Marcia Cross, attrice statunitense
- 1962 - Fernando Martín, cestista spagnolo († 1989)
- 1962 - Leon Wood, ex cestista e arbitro di pallacanestro statunitense
- 1963 - Fabrizio Cattaneo, musicista italiano
- 1963 - Fabio Franzin, poeta italiano
- 1963 - Susanne Gottschalk, ex cestista svedese
- 1963 - Nikolaos Karathanasopoulos, economista e politico greco
- 1963 - Dennis Nutt, ex cestista e allenatore di pallacanestro statunitense
- 1963 - Jaime Vera, ex calciatore cileno
- 1963 - Wang Fei, ex cestista e allenatore di pallacanestro cinese
- 1964 - Raffaella Baracchi, attrice e ex modella italiana
- 1964 - Peter Andrew Comensoli, arcivescovo cattolico australiano
- 1964 - Silvio Crapolicchio, politico italiano
- 1964 - Kate DiCamillo, scrittrice statunitense
- 1964 - David Hacker, hockeista su prato inglese
- 1964 - LisaGay Hamilton, attrice statunitense
- 1964 - Marco Landucci, allenatore di calcio e ex calciatore italiano
- 1964 - Luca Lombroso, meteorologo italiano
- 1964 - René Meulensteen, allenatore di calcio olandese
- 1964 - Buzz Osborne, cantante e chitarrista statunitense
- 1964 - Aleksej Prokurorov, fondista russo († 2008)
- 1964 - José Pintos Saldanha, ex calciatore uruguaiano
- 1964 - Leopoldo Siano, autore televisivo italiano
- 1964 - Sonja Stotz, ex sciatrice alpina tedesca
- 1964 - Rubén Tanucci, ex calciatore argentino
- 1964 - Christine von Grünigen, ex sciatrice alpina svizzera
- 1965 - Roberto Barbi, ex maratoneta italiano
- 1965 - Avery Johnson, ex cestista e allenatore di pallacanestro statunitense
- 1965 - Stefka Kostadinova, dirigente sportiva e ex altista bulgara
- 1965 - Colin Lane, comico, attore e conduttore televisivo australiano
- 1965 - Mario Lepe, ex calciatore cileno
- 1965 - Melina Marchetta, scrittrice australiana
- 1965 - Per Edmund Mordt, ex calciatore norvegese
- 1965 - Frank Ordenewitz, ex calciatore tedesco
- 1965 - Fabrizio Palermo, bassista e polistrumentista italiano
- 1965 - Sarah Jessica Parker, attrice statunitense
- 1965 - Jürgen Seeberger, allenatore di calcio tedesco
- 1965 - María Isabel Urrutia, politica, ex pesista e ex discobola colombiana
- 1965 - Dwight Walton, ex cestista canadese
- 1965 - Mary Wayte, ex nuotatrice statunitense
- 1965 - Tracie Young, cantante e conduttrice radiofonica britannica
- 1966 - Melora Creager, cantante e violoncellista statunitense
- 1966 - Tom Crean, allenatore di pallacanestro statunitense
- 1966 - Frank Ferrer, batterista statunitense
- 1966 - Tom Glavine, ex giocatore di baseball statunitense
- 1966 - Humberto González, pugile messicano
- 1966 - Jeff Healey, chitarrista canadese († 2008)
- 1966 - Sergej Kostarev, ex schermidore sovietico
- 1966 - Kjell Lindqvist, allenatore di hockey su ghiaccio svedese
- 1966 - Anton Rogan, ex calciatore nordirlandese
- 1966 - Ivano Roma, ex giocatore di calcio a 5 italiano
- 1966 - Remig Stumpf, ciclista su strada e pistard tedesco († 2019)
- 1966 - Sofia Vinci, ex cestista e dirigente sportiva italiana
- 1967 - Vicente Amigo, chitarrista spagnolo
- 1967 - Matthew Barney, performance artist, regista e scultore statunitense
- 1967 - Brigitte McMahon, ex triatleta svizzera
- 1967 - Greg Parks, hockeista su ghiaccio canadese († 2015)
- 1967 - Paulão, ex calciatore brasiliano
- 1967 - Didier Schmidt, ex sciatore alpino francese
- 1967 - Gilson Simões, allenatore di calcio e ex calciatore brasiliano
- 1967 - Doug Stanhope, comico statunitense
- 1967 - Debi Thomas, ex pattinatrice artistica su ghiaccio statunitense
- 1968 - Carlo Di Giusto, giornalista italiano
- 1968 - Sandro Gozi, politico italiano
- 1968 - Laurent Nouvion, politico monegasco
- 1968 - Ledio Pano, ex calciatore albanese
- 1968 - Adrián Suar, attore argentino
- 1968 - Roberta Triggiani, attrice teatrale e attrice televisiva italiana
- 1968 - Valeska von Rosen, storica dell'arte tedesca
- 1969 - Pierluigi Basso Fossali, semiologo e saggista italiano
- 1969 - Dale Davis, ex cestista statunitense
- 1969 - Cathy Dennis, cantante, compositrice e produttrice discografica britannica
- 1969 - Mark Farina, disc jockey e produttore discografico statunitense
- 1969 - Liu Wang, astronauta cinese
- 1969 - Pierangelo Manzaroli, allenatore di calcio e ex calciatore sammarinese
- 1969 - Debbie Scerri, cantante e conduttrice televisiva maltese
- 1969 - Jeff Walker, bassista e cantante britannico
- 1970 - Alessandro Bacciocchini, ex ciclista su strada italiano
- 1970 - Antoine Bello, scrittore e imprenditore francese
- 1970 - Mariano Cantoni, ex cestista italiano
- 1970 - Magnus Larsson, ex tennista svedese
- 1970 - Valentyna Lysycja, pianista ucraina
- 1970 - Kari Matchett, attrice canadese
- 1970 - Oh Hyun-kyung, attrice sudcoreana
- 1970 - Vladimir Pyšnenko, ex nuotatore russo
- 1970 - Ihor Razor'onov, ex sollevatore ucraino
- 1970 - Elke Winkens, attrice e ballerina tedesca
- 1970 - Željana Zovko, diplomatica e politica bosniaca
- 1971 - Rémi Bezançon, regista e sceneggiatore francese
- 1971 - Zacharias Charalampous, ex calciatore cipriota
- 1971 - Ian Cox, ex calciatore trinidadiano
- 1971 - Stacy Dragila, ex astista statunitense
- 1971 - Blagoja Milevski, allenatore di calcio e ex calciatore macedone
- 1971 - Nuzzo e Di Biase, attore e comico italiano
- 1971 - Peter Shinkoda, attore canadese
- 1971 - Sheryl Swoopes, ex cestista e allenatrice di pallacanestro statunitense
- 1972 - Roberto Acuña, giocatore di beach soccer e ex calciatore paraguaiano
- 1972 - Naftali Bennett, politico israeliano
- 1972 - Francesca Chiara, cantautrice italiana
- 1972 - Sébastien Flute, arciere francese
- 1972 - Kami Garcia, scrittrice statunitense
- 1972 - Lawrence Moten, ex cestista e allenatore di pallacanestro statunitense
- 1972 - Phil O'Donnell, calciatore scozzese († 2007)
- 1972 - Alessandro Piperno, scrittore e critico letterario italiano
- 1972 - Chris Walker, pilota motociclistico britannico
- 1972 - Giniel de Villiers, pilota di rally sudafricano
- 1973 - Massimiliano Alto, doppiatore e direttore del doppiaggio italiano
- 1973 - B'eirth, cantante statunitense
- 1973 - Giulio Camagni, fumettista e pittore italiano
- 1973 - Donato Carrisi, scrittore, sceneggiatore e drammaturgo italiano
- 1973 - Walter Bandeira da Costa, ex cestista e allenatore di pallacanestro angolano
- 1973 - Michaela Dorfmeister, ex sciatrice alpina austriaca
- 1973 - Anders Fridén, cantante, musicista e compositore svedese
- 1973 - María José Gaidano, allenatrice di tennis e ex tennista argentina
- 1973 - Andrej Nikolišin, ex hockeista su ghiaccio russo
- 1973 - Bob Sura, ex cestista statunitense
- 1973 - Pax Whitehead, ex cestista statunitense
- 1974 - Laz Alonso, attore statunitense
- 1974 - Richard Bands, ex rugbista a 15 sudafricano
- 1974 - Serge Betsen, ex rugbista a 15 francese
- 1974 - Carlo Bocchio, illustratore e fumettista italiano
- 1974 - William Cunningham, ex cestista statunitense
- 1974 - Marcel Goetz, pilota motociclistico svizzero
- 1974 - Lark Voorhies, attrice statunitense
- 1974 - Finley Quaye, cantante britannico
- 1974 - Ksenija Aleksandrovna Rappoport, attrice russa
- 1974 - Fabrizio Romano, attore italiano
- 1974 - Alejandro Saccone, ex calciatore argentino
- 1975 - Adamo Antonacci, regista, sceneggiatore e attore italiano
- 1975 - Melanie Blatt, cantante britannica
- 1975 - Jere Karalahti, ex hockeista su ghiaccio finlandese
- 1975 - Sofia Karlsson, cantante svedese
- 1975 - Monica Knudsen, allenatrice di calcio e ex calciatrice norvegese
- 1975 - Lee Tae-ran, attrice sudcoreana
- 1975 - Gaspard Manesse, attore e musicista francese
- 1975 - Rafael Márquez, ex pugile messicano
- 1975 - Gonzalo Romero, ex calciatore guatemalteco
- 1975 - Ivan Segreto, cantautore italiano
- 1975 - Maria Seweryn, attrice polacca
- 1975 - Steinar Sørlie, ex calciatore norvegese
- 1975 - Lisa Stokke, cantante e attrice norvegese
- 1975 - Sabine Timoteo, attrice svizzera
- 1975 - Juraj Tóth, astronomo slovacco
- 1976 - Bakhtiyor Ashurmatov, allenatore di calcio e ex calciatore uzbeko
- 1976 - Baek Ji-young, cantante sudcoreana
- 1976 - Paolo Capponi, pesista italiano
- 1976 - Cha Tae-hyun, attore, cantante e conduttore televisivo sudcoreano
- 1976 - Christoph Gruber, ex sciatore alpino austriaco
- 1976 - Volodymyr Klyčko, ex pugile ucraino
- 1976 - GiGi Leung, cantante e attrice cinese
- 1976 - Domenick Lombardozzi, attore statunitense
- 1976 - Tiina Räsänen, cantante finlandese
- 1976 - Rima Wakarua, ex rugbista a 15 e allenatore di rugby a 15 neozelandese
- 1977 - Ali Bouziane, allenatore di pallacanestro e ex cestista algerino
- 1977 - Natalie Clein, violoncellista britannica
- 1977 - Miriam Dubini, scrittrice, drammaturga e attrice teatrale italiana († 2018)
- 1977 - Angelo Martino Giancola, ex arbitro di calcio italiano
- 1977 - Ingemar Gruber, ex hockeista su ghiaccio e hockeista in-line italiano
- 1977 - Tommy Herzog, ex bobbista svizzero
- 1977 - Timo Hübsch, attore tedesco
- 1977 - Andrea Iommi, pilota motociclistico italiano
- 1977 - Benjamin Kanes, attore statunitense
- 1977 - Antonia Liskova, attrice e ex modella slovacca
- 1977 - Luca Minisini, fantino italiano
- 1977 - Adrianna Nicole, ex attrice pornografica statunitense
- 1977 - Jan Tore Ophaug, allenatore di calcio e ex calciatore norvegese
- 1977 - Darko Perić, attore serbo
- 1977 - Édgar Ramírez, attore venezuelano
- 1977 - Andri Sigþórsson, ex calciatore islandese
- 1977 - Irina Stankina, ex marciatrice russa
- 1977 - Dmitrij Vladimirovič Vasil'ev, ex calciatore russo
- 1977 - Darius Vâlcov, politico e economista rumeno
- 1977 - Josh West, canottiere britannico
- 1977 - Chiara Zocchi, scrittrice italiana
- 1978 - Nikos Argyropoulos, ex cestista greco
- 1978 - Devran Ayhan, ex calciatore turco
- 1978 - Craig Bianchi, ex calciatore sudafricano
- 1978 - Alexandru Covalenco, ex calciatore moldavo
- 1978 - Gennaro Delvecchio, dirigente sportivo, allenatore di calcio e ex calciatore italiano
- 1978 - Gábor Fűrész, astronomo ungherese
- 1978 - Teanna Kai, ex attrice pornografica e regista statunitense
- 1978 - Mads Kruse Andersen, canottiere danese
- 1978 - Rui Lima, ex calciatore portoghese
- 1978 - Teddy Lussi-Modeste, regista e sceneggiatore francese
- 1978 - Maribeth Monroe, attrice e comica statunitense
- 1978 - Filippo Scerra, politico italiano
- 1978 - Nikša Skelin, ex canottiere croato
- 1978 - Sami Jo Small, hockeista su ghiaccio canadese
- 1978 - Young Bleed, rapper statunitense
- 1979 - Matteo Carrara, ex ciclista su strada italiano
- 1979 - Paolo Castellini, procuratore sportivo e ex calciatore italiano
- 1979 - Amanda Grahame, ex tennista australiana
- 1979 - Muriel Hurtis, velocista francese
- 1979 - Bekim Kastrati, ex calciatore albanese
- 1979 - Raúl Orosco, arbitro di calcio boliviano
- 1979 - Lee Pace, attore statunitense
- 1979 - Annunziata Rees-Mogg, giornalista e politica britannica
- 1979 - Aluísio da Silva Neres Júnior, ex calciatore brasiliano
- 1979 - Evgenıı Tarasov, ex calciatore kazako
- 1979 - Sharbel Touma, allenatore di calcio e ex calciatore libanese
- 1979 - Filippo Tramontana, giornalista, telecronista sportivo e opinionista italiano
- 1980 - Edoardo Braiati, ex calciatore italiano
- 1980 - Mirco Della Vecchia, artigiano e dirigente d'azienda italiano
- 1980 - Nicolas Devilder, ex tennista francese
- 1980 - Bassirou Diomaye Faye, politico senegalese
- 1980 - Eduardo Fischer, nuotatore brasiliano
- 1980 - Bojan Isailović, ex calciatore serbo
- 1980 - Hanno Koffler, attore tedesco
- 1980 - Tinsel Korey, attrice e musicista canadese
- 1980 - Kina Malpartida, pugile peruviana
- 1980 - Ciarán Martyn, ex calciatore irlandese
- 1980 - Immanuel McElroy, ex cestista statunitense
- 1980 - Olivier Patience, ex tennista francese
- 1980 - Kathrine Sørland, modella norvegese
- 1980 - Kerem İnan, ex calciatore turco
- 1981 - Atsushi Abe, doppiatore giapponese
- 1981 - Luigi Anaclerio, allenatore di calcio e ex calciatore italiano
- 1981 - Swann Arlaud, attore francese
- 1981 - José de Armas, ex tennista venezuelano
- 1981 - Demna Gvasalia, stilista georgiano
- 1981 - Erich Hess, imprenditore e politico svizzero
- 1981 - Niko Koutouvides, ex giocatore di football americano statunitense
- 1981 - Park Yong-ho, calciatore sudcoreano
- 1981 - Samie Parker, giocatore di football americano statunitense
- 1981 - Gianluca Pegolo, ex calciatore italiano
- 1981 - Arash Talebinejad, ex calciatore svedese
- 1981 - Mose Tuiali'i, ex rugbista a 15 e allenatore di rugby a 15 neozelandese
- 1981 - Márcio Ivanildo da Silva, ex calciatore brasiliano
- 1981 - Julián de Guzmán, ex calciatore canadese
- 1982 - Mohsen Bahrami, attore e conduttore televisivo iraniano
- 1982 - Markéta Bělonohá, modella ceca
- 1982 - Petr Benda, cestista ceco
- 1982 - David Bustamante, cantante spagnolo
- 1982 - Sean Faris, attore e modello statunitense
- 1982 - Kayoko Fukushi, mezzofondista e maratoneta giapponese
- 1982 - Chandi Jones, ex cestista e dirigente sportivo statunitense
- 1982 - Yoshikazu Kotani, attore e cantante giapponese
- 1982 - Michael Lammer, allenatore di tennis e ex tennista svizzero
- 1982 - Alex Raphael Meschini, ex calciatore brasiliano
- 1982 - Chris Mortellaro, cestista statunitense
- 1982 - Édison Ortiz, cestista paraguaiano
- 1982 - Danica Patrick, ex pilota automobilistica, imprenditrice e ex modella statunitense
- 1982 - DJ Earworm, disc jockey statunitense
- 1982 - Álvaro Saborío, ex calciatore costaricano
- 1982 - Nordine Sam, ex calciatore francese
- 1982 - Francesco Scianna, attore italiano
- 1982 - Jenny Slate, attrice e comica statunitense
- 1982 - Yekaterina Xilko, ginnasta uzbeka
- 1983 - Akin Akingbala, ex cestista nigeriano
- 1983 - Žolt Der, ex ciclista su strada serbo
- 1983 - Franz Dinda, attore e produttore cinematografico tedesco
- 1983 - Nestor El Maestro, allenatore di calcio e ex calciatore serbo
- 1983 - Francisco Javier Gómez Noya, triatleta spagnolo
- 1983 - Mickaël Hanany, altista francese
- 1983 - Njazi Kuqi, ex calciatore finlandese
- 1983 - Cristóvão Ramos, ex calciatore portoghese
- 1983 - Nelson Rivas, ex calciatore colombiano
- 1983 - Fernando Seoane, ex calciatore spagnolo
- 1983 - Martín Silva, calciatore uruguaiano
- 1983 - Túlio Gustavo Cunha Souza, ex calciatore brasiliano
- 1983 - Sanja Starović, pallavolista bosniaca
- 1984 - Radhouène Felhi, calciatore tunisino
- 1984 - Paola Fraschini, pattinatrice artistica a rotelle italiana
- 1984 - Yacine Hima, ex calciatore algerino
- 1984 - Quinton Hosley, ex cestista statunitense
- 1984 - Sjarhej Ircha, ex calciatore bielorusso
- 1984 - Constantin Lupulescu, scacchista rumeno
- 1984 - Katharine McPhee, cantante e attrice statunitense
- 1984 - Liam Messam, rugbista a 15 neozelandese
- 1984 - Alice Torriani, attrice e scrittrice italiana
- 1985 - Wilfried Bingangoye, ex velocista gabonese
- 1985 - Víctor Cáceres, ex calciatore paraguaiano
- 1985 - Davide Guarneri, pilota motociclistico italiano
- 1985 - Benito Guerra, pilota di rally messicano
- 1985 - Robert Maah, ex calciatore francese
- 1985 - Mario Martínez Rubio, ex calciatore spagnolo
- 1985 - Nicolás Navarro, ex calciatore argentino
- 1985 - Gustavo Oberman, ex calciatore argentino
- 1985 - Elisabeth Reyes, modella spagnola
- 1985 - Mame-Marie Sy, cestista senegalese
- 1985 - Danny Vukovic, allenatore di calcio e ex calciatore australiano
- 1985 - Arieh Worthalter, attore belga
- 1986 - Bruno Henrique Fortunato Aguiar, calciatore brasiliano
- 1986 - Marco Belinelli, cestista italiano
- 1986 - Jeremy Hazell, ex cestista statunitense
- 1986 - Nora Istrefi, cantante kosovara
- 1986 - Krzysztof Janus, calciatore polacco
- 1986 - Tobias Kammerlander, ex combinatista nordico austriaco
- 1986 - Mensur Kurtiši, calciatore macedone
- 1986 - Adrian Leijer, ex calciatore australiano
- 1986 - Kyle Lowry, cestista statunitense
- 1986 - Marianna Masoni, pallavolista italiana
- 1986 - Güldeniz Önal, pallavolista turca
- 1986 - Daniel Panizzolo, ex calciatore svizzero
- 1986 - Eduardo Ramos Martins, ex calciatore brasiliano
- 1986 - René Rougeau, cestista statunitense
- 1987 - Duygu Bal, pallavolista turca
- 1987 - Jason Castro, cantautore statunitense
- 1987 - Raffaele De Rosa, pilota motociclistico italiano
- 1987 - Bruce Djité, ex calciatore australiano
- 1987 - Silvia Felice, lottatrice italiana
- 1987 - Hughan Gray, ex calciatore giamaicano
- 1987 - Abdalaati Iguider, mezzofondista marocchino
- 1987 - Rob Jetten, politico olandese
- 1987 - Oksana Lebedeva, ballerina e personaggio televisivo kazaka
- 1987 - Alberto Lora, calciatore spagnolo
- 1987 - Victor Obinna, ex calciatore nigeriano
- 1987 - Nobunari Oda, ex pattinatore artistico su ghiaccio giapponese
- 1987 - Meghan Patrick, cantautrice canadese
- 1987 - Robbin Ruiter, ex calciatore olandese
- 1987 - Hyun-jin Ryu, giocatore di baseball sudcoreano
- 1987 - Martin Šlapák, calciatore ceco
- 1987 - Mitch Unrein, giocatore di football americano statunitense
- 1987 - Al Woods, giocatore di football americano statunitense
- 1988 - Sergej Afanas'ev, pilota automobilistico russo
- 1988 - Big Sean, rapper statunitense
- 1988 - Darrell Arthur, ex cestista statunitense
- 1988 - Elisabeth Eberl, giavellottista austriaca
- 1988 - Juan Figallo, ex rugbista a 15 argentino
- 1988 - Martijn Keizer, ciclista su strada olandese
- 1988 - Erik Knudsen, attore canadese
- 1988 - Ryan Lewis, produttore discografico, disc jockey e regista statunitense
- 1988 - Gabriele Maruotti, ex pallavolista italiano
- 1988 - Erica Moore, mezzofondista statunitense
- 1988 - Titus Nicoară, cestista rumeno
- 1988 - Adam Pålsson, attore svedese
- 1988 - Alessandro Riguccini, pugile e kickboxer italiano
- 1988 - Mitchell Watt, lunghista australiano
- 1989 - James Anderson, cestista statunitense
- 1989 - Allen Bailey, giocatore di football americano statunitense
- 1989 - Matthew Beard, attore britannico
- 1989 - Patric Cabral Lalau, calciatore brasiliano
- 1989 - Babacar Diallo, ex calciatore senegalese
- 1989 - Benjamín Enzema, mezzofondista equatoguineano
- 1989 - Aleksandrs Gramovičs, ex calciatore lettone
- 1989 - Mihran Harutiunian, lottatore armeno
- 1989 - Lloyd Kazapua, calciatore namibiano
- 1989 - Aguinaldo Policarpo Mendes da Veiga, calciatore angolano
- 1989 - Aly Michalka, attrice e cantautrice statunitense
- 1989 - Gerardo Ortiz, calciatore paraguaiano
- 1989 - Armando Pulido, ex calciatore messicano
- 1989 - Rao Weihui, calciatore cinese
- 1989 - Brandon Robinson, cestista statunitense
- 1989 - Scott Sinclair, calciatore inglese
- 1989 - Reto Suri, hockeista su ghiaccio svizzero
- 1989 - Ulisses Oliveira, calciatore brasiliano
- 1989 - John Verhoek, ex calciatore olandese
- 1990 - Mehmet Ekici, ex calciatore tedesco
- 1990 - Yvan Erichot, ex calciatore francese
- 1990 - Alexander Esswein, calciatore tedesco
- 1990 - Kiowa Gordon, attore statunitense
- 1990 - Josué Martínez, calciatore costaricano
- 1990 - Tom Pettersson, calciatore svedese
- 1990 - Lorenzo Richelmy, attore italiano
- 1990 - Anna Svendsen, fondista norvegese
- 1990 - Sergej Vikulov, giocatore di calcio a 5 russo
- 1990 - Raúl Ruiz Matarín, calciatore spagnolo
- 1990 - Maksim Čudinov, hockeista su ghiaccio russo
- 1991 - Abdulkarim Al-Ali, calciatore qatariota
- 1991 - Norair Aslanyan, ex calciatore armeno
- 1991 - Diego Calvo, ex calciatore costaricano
- 1991 - Aurelian Chițu, calciatore rumeno
- 1991 - Seychelle Gabriel, attrice statunitense
- 1991 - Dina Garipova, cantante russa
- 1991 - George Minatto Paulino, ex calciatore brasiliano
- 1991 - Wilco Kelderman, ciclista su strada olandese
- 1991 - Scott Malone, calciatore inglese
- 1991 - Samia Yusuf Omar, velocista somala († 2012)
- 1991 - Marlon Pack, calciatore inglese
- 1991 - Dragan Tomić, giocatore di calcio a 5 serbo
- 1991 - Chad Wright, discobolo giamaicano
- 1991 - Mike Zunino, giocatore di baseball statunitense
- 1992 - Kyan Anderson, cestista statunitense
- 1992 - Simone Branca, calciatore italiano
- 1992 - Valentin Eysseric, calciatore francese
- 1992 - Jeppe Illum, calciatore danese
- 1992 - David Jensen, ex calciatore danese
- 1992 - Shawn Jones, cestista statunitense
- 1992 - Evan King, tennista statunitense
- 1992 - Elizabeth Lail, attrice statunitense
- 1992 - Matt López, cestista statunitense
- 1992 - T.J. McConnell, cestista statunitense
- 1992 - Simone Molteni, canottiere italiano
- 1992 - Nuno Miguel Monteiro Rocha, calciatore capoverdiano
- 1992 - Yasmine Naghdi, ballerina britannica
- 1992 - Aristote Nsiala, calciatore congolese (Repubblica Democratica del Congo)
- 1992 - Bryan Pelé, calciatore francese
- 1992 - Joana Ribeiro, attrice portoghese
- 1992 - Pia Rijsdijk, calciatrice olandese
- 1992 - Gernot Trauner, calciatore austriaco
- 1992 - Keita Watanabe, pattinatore di short track giapponese
- 1992 - Michael Zerafa, pugile australiano
- 1993 - Joshua Brillante, calciatore australiano
- 1993 - Maria Dybwad Brochmann, calciatrice norvegese
- 1993 - Ricardo Alves, calciatore portoghese
- 1993 - Andrea Filser, ex sciatrice alpina tedesca
- 1993 - Luis García Bañuelos, calciatore messicano
- 1993 - Mikael Gunnulfsen, fondista norvegese
- 1993 - Sam Johnstone, calciatore inglese
- 1993 - Sebastian Kowalczyk, cestista polacco
- 1993 - Pablo Kukartsev, pallavolista argentino
- 1993 - Justin Mana'o, ex calciatore samoano americano
- 1993 - Ben McKendry, calciatore canadese
- 1993 - Kacper Przybyłko, calciatore polacco
- 1993 - Leonardo Spinazzola, calciatore italiano
- 1993 - Zerihun Tadele, calciatore etiope
- 1993 - Roser Tarragó, pallanuotista spagnola
- 1993 - Adonis Thomas, cestista statunitense
- 1994 - Keven Alemán, calciatore costaricano
- 1994 - Dimitri Bisoli, calciatore italiano
- 1994 - Justine Dufour-Lapointe, sciatrice freestyle canadese
- 1994 - Aitor García, calciatore spagnolo
- 1994 - Gianmarco Genovali, giocatore di beach soccer e calciatore italiano
- 1994 - Jakob Glesnes, calciatore norvegese
- 1994 - Leonel González, calciatore argentino
- 1994 - Volodymyr Herun, cestista ucraino
- 1994 - Haruya Ide, calciatore giapponese
- 1994 - Ėl'vina Karimova, pallanuotista russa
- 1994 - Andreas Leitner, calciatore austriaco
- 1994 - Nicolás Maná, calciatore argentino
- 1994 - Milija Miković, cestista montenegrino
- 1994 - Armani Moore, cestista statunitense
- 1994 - Marco Pfiffner, sciatore alpino liechtensteinese
- 1994 - Justin Prentice, attore statunitense
- 1994 - Alexis Pérez, calciatore colombiano
- 1994 - Simon Sandberg, calciatore svedese
- 1994 - Jan-Marc Schneider, calciatore tedesco
- 1994 - Dillon Serna, ex calciatore statunitense
- 1994 - Amadou Sidibé, cestista statunitense
- 1994 - Oleg Stepko, ginnasta russo
- 1995 - Fabiola Conti, mezzofondista e fondista di corsa in montagna italiana
- 1995 - Bradley Forbes-Cryans, ex canoista britannico
- 1995 - Gerrit Holtmann, calciatore tedesco
- 1995 - Zoltán Lévai, lottatore slovacco
- 1995 - Manuel Meli, doppiatore italiano
- 1995 - Logan Owen, ciclista su strada e ciclocrossista statunitense
- 1995 - Abdullah Qazi, ex calciatore pakistano
- 1995 - Sergej Rjabko, speedcuber russo
- 1995 - Esteban Rolón, calciatore argentino
- 1995 - Jorrit Smeets, ex calciatore olandese
- 1995 - Carlos Vinícius, calciatore brasiliano
- 1995 - Jennifer Warling, karateka lussemburghese
- 1995 - Mike White, giocatore di football americano statunitense
- 1995 - Leonardo Arthur de Melo, calciatore brasiliano
- 1996 - Ondřej Bačo, calciatore ceco
- 1996 - Laurent Dumais, sciatore freestyle canadese
- 1996 - Erickson Gallardo, calciatore venezuelano
- 1996 - Petar Gluhakovic, calciatore austriaco
- 1996 - Victorie Guilman, ciclista su strada francese
- 1996 - Jessica Inchude, discobola e pesista guineense
- 1996 - Ņikita Ivanovs, ex calciatore lettone
- 1996 - Walid Karoui, calciatore tunisino
- 1996 - Stevie Mallan, calciatore scozzese
- 1996 - Jamuni McNeace, cestista statunitense
- 1996 - Emmanuel Moseley, giocatore di football americano statunitense
- 1996 - Vittorio Parigini, calciatore italiano
- 1996 - Richárd Rapport, scacchista ungherese
- 1996 - Braden Smith, giocatore di football americano statunitense
- 1996 - Franco Stupaczuk, sportivo argentino
- 1996 - Marzia Tagliamento, cestista italiana
- 1996 - Jakub Yunis, calciatore ceco
- 1997 - Rodrigo Amaral, calciatore uruguaiano
- 1997 - Mathieu Cafaro, calciatore francese
- 1997 - Teahna Daniels, velocista statunitense
- 1997 - Nicholas Dillon, calciatore trinidadiano
- 1997 - Jacobo González, calciatore spagnolo
- 1997 - Tyler Hall, cestista statunitense
- 1997 - Miguel Ángel López, pallavolista cubano
- 1997 - Travis McConico, cestista statunitense
- 1997 - Emiliano Purita, calciatore argentino
- 1997 - Axel Rodríguez, calciatore argentino
- 1997 - Rúben Ismael, calciatore portoghese
- 1997 - Joaquín Varela, calciatore argentino
- 1998 - Martina Berta, mountain biker italiana
- 1998 - Ulises Blanch, tennista statunitense
- 1998 - Anthon Charmig, ciclista su strada danese
- 1998 - Alberto Dainese, ciclista su strada italiano
- 1998 - Ermedin Demirović, calciatore bosniaco
- 1998 - Patryk Dziczek, calciatore polacco
- 1998 - Màxim Esteban, cestista spagnolo
- 1998 - Trysten Hill, giocatore di football americano statunitense
- 1998 - Davide Moretti, cestista italiano
- 1998 - Maite Oroz, calciatrice spagnola
- 1998 - Miron Ruina, cestista finlandese
- 1998 - Phillip Seidler, nuotatore namibiano
- 1998 - Ryan Simpkins, attrice statunitense
- 1998 - Jocelyn Willoughby, cestista statunitense
- 1999 - Franco Baralle, cestista argentino
- 1999 - Logan Fontaine, nuotatore francese
- 1999 - Jin Ji-hee, attrice sudcoreana
- 1999 - Mikey Madison, attrice statunitense
- 1999 - Tatum McCann, attrice statunitense
- 1999 - Karen Melk'ownyan, calciatore armeno
- 1999 - Iann Dior, rapper e cantante statunitense
- 1999 - Dion Pereira, calciatore antiguo-barbudano
- 1999 - Ryan Porteous, calciatore scozzese
- 1999 - Marta Rossetti, sciatrice alpina italiana
- 1999 - Óscar Santis, calciatore guatemalteco
- 1999 - Song Weilong, attore e modello cinese
- 1999 - Gerald Távara, calciatore peruviano
- 1999 - Jordy Wehrmann, calciatore olandese
- 1999 - Nelson Weidemann, cestista tedesco
- 2000 - Déiber Caicedo, calciatore colombiano
- 2000 - Marta Jaskulska, ciclista su strada e pistard polacca
- 2000 - Ozan Kabak, calciatore turco
- 2000 - Mohammed Al-Naimi, calciatore qatariota
- 2000 - Mateo Leš, calciatore croato
- 2000 - Ricardo Matos, calciatore portoghese
- 2000 - Tom McGill, calciatore canadese
- 2000 - Nūrbergen Nūrlyhasym, ex ciclista su strada kazako
- 2000 - Ivor Pandur, calciatore croato
- 2000 - Danil Prucev, calciatore russo
- 2000 - Sha'Carri Richardson, velocista statunitense
- 2000 - Rocco Romeo, calciatore canadese
- 2000 - Jadon Sancho, calciatore inglese
- 2000 - Elena Vella, cestista italiana

## XXI secolo(37)
- 2001 - Niklas Beck, calciatore liechtensteinese
- 2001 - Kristijan Belić, calciatore belga
- 2001 - Cano, rapper spagnolo
- 2001 - Santiago Flores, calciatore argentino
- 2001 - Conrad Lewandowski, tuffatore thailandese
- 2001 - Francis Momoh, calciatore nigeriano
- 2001 - Aarne, produttore discografico e beatmaker rumeno
- 2002 - Kristýna Burlová, ciclista su strada e pistard ceca
- 2002 - Eleonora Gasparrini, ciclista su strada e pistard italiana
- 2002 - Phil Harres, calciatore tedesco
- 2002 - Javier López Carballo, calciatore spagnolo
- 2002 - Mihailo Mušikić, cestista serbo
- 2002 - Trueno, rapper argentino
- 2002 - Atanas Černev, calciatore bulgaro
- 2003 - Saša Ciani, cestista sloveno
- 2003 - Brice Dessert, cestista francese
- 2003 - Blake Fisher, giocatore di football americano statunitense
- 2003 - Mads Freundlich, calciatore danese
- 2003 - Mathéo Leray, cestista francese
- 2003 - Carmen Sofie Nielssen, sciatrice alpina norvegese
- 2003 - José David Romero, calciatore argentino
- 2003 - Jevhenij Skyba, calciatore ucraino
- 2003 - Levi Smans, calciatore olandese
- 2004 - Lukas Bergmann, pallavolista brasiliano
- 2004 - William Franklyn-Miller, attore e modello britannico
- 2004 - Haftamu Gebresilase, mezzofondista etiope
- 2004 - Selina Grotian, biatleta tedesca
- 2004 - Yoel Lago, calciatore spagnolo
- 2004 - Pavel Melëšin, calciatore russo
- 2004 - Tomás O'Connor, calciatore argentino
- 2004 - Keke Topp, calciatore tedesco
- 2005 - Claudia Chessari, cestista italiana
- 2005 - Ella Onojuvwevwo, velocista nigeriana
- 2005 - Juho Talvitie, calciatore finlandese
- 2005 - Diego Villalobos Carrillo, nuotatore artistico messicano
- 2005 - Luck Zogbé, calciatore francese
- 2006 - Ryūsei Yamada, snowboarder giapponese

## Senza anno specificato(4)
- Giovanni Paolo Ciurletti, vescovo cattolico italiano
- Conte Galè, conduttore radiofonico italiano
- Yuana Kazumi, fumettista giapponese
- Umi Tenjin, doppiatrice giapponese